# Birth of a Family
Birth of a Family (en español, El nacimiento de una familia) es un documental canadiense de las Primeras Naciones de 2017 dirigido por Tasha Hubbard  y coescrito por Hubbard y Betty Ann Adam. Sigue a tres hermanas y un hermano, adoptados cuando eran bebés por familias separadas en Norteamérica, que se encuentran por primera vez. 

## Resumen
El reencuentro surgió tras décadas de búsqueda por parte de Betty Ann Adam, la mayor de la familia.  Apartados del cuidado de su joven madre dene como parte de la infame Redada de los años 60  de Canadá, Betty Ann, Esther, Rosalie y Ben fueron 4 de los 20.000 niños indígenas separados de sus familias entre 1955 y 1985 para ser adoptados por familias blancas o vivir en hogares de acogida. El documental sigue a los hermanos durante su reencuentro en Banff, Alberta. A medida que los cuatro hermanos reconstruyen su historia compartida, su conexión se profundiza, trayendo consigo risas y su familia comienza a tomar forma. 

## Proceso de filmación
En 2014 Betty Ann Adam, reportera de The StarPhoenix, se acercó a Hubbard para documentar su reunión planeada y sus intenciones de dirigir el proyecto.
Hubbard presentó la idea a la Junta Nacional de Cine (NFB) y la respuesta fue de inmediato. Sin embargo, la NFB impuso como condición que Hubbard fuera la directora. Adam aceptó para estar más presente emocional y físicamente en la próxima reunión. En un artículo para The StarPhoenix, enfatizó la importancia de contar con una directora que hubiera vivido una experiencia similar de deportación forzada y adopción por una familia no indígena durante la Scoop de los 60. Adam comentó: «Fue perfecto contar con una directora que hubiera vivido esa misma experiencia. Sabíamos que eso influiría en su enfoque de la historia, que comprendería ciertos aspectos de lo que estábamos viviendo». Esta responsabilidad de mantener el espacio y minimizar la interferencia fue fundamental para la filmación.
A pesar de que la reunión tuvo lugar en una pequeña cabaña y de ser una filmación con dos cámaras, Adam afirma que Hubbard logró rodar la película sin distraer a la familia de los vínculos que estaban allí para forjar. "Para nosotros, probablemente todo salió lo mejor posible. Creo que fue porque ella se encargó de todo entre bastidores para que no interfiriera con nuestra experiencia", dice Adam.

## Recepción
La recepción del documental ha sido positiva. Ha aparecido en muchos festivales, incluido el Talking Stick Festival de 2017,  el Festival Internacional de Cine de Edmonton,  y el Festival Internacional de Cine de Toronto. 
Patrick Mullen, de Point of View, reseña la película como "relevante" y "un documental sobre una reunión familiar como nunca antes se ha visto". Gateway Online la califica de "triunfo", escribiendo en su reseña: "El nacimiento de una familia recuerda a los espectadores un pasado doloroso que muchos pueblos de las Primeras Naciones vivieron y siguen atravesando". El festival de cine documental de Canadá la describió como "una emoción cruda, una combinación desgarradora de dolor y alegría, mostrada por los hermanos a lo largo de la película, tan conmovedora como cualquier otra que haya visto en cine. Su disposición a revelar sus experiencias y sentimientos es inspiradora, y aunque su historia es devastadora, sirve como recordatorio de la resiliencia de los pueblos de las Primeras Naciones que, contra todo pronóstico y a pesar de todos los esfuerzos por destruirlos, siguen perseverando".